# وكالة الدفاع الصاروخي
وكالة الدفاع الصاروخي تعود جذور الوكالة إلى مبادرة الدفاع الاستراتيجي التي أسسها رونالد ريغان عام 1983 برئاسة الفريق جيمس آلان أبراهامسون . في إطار مكتب العلوم والتكنولوجيا المبتكرة التابع لمبادرة الدفاع الاستراتيجي  برئاسة الفيزيائي والمهندس الدكتور جيمس أيونسون،  تم الاستثمار في الغالب في الأبحاث الأساسية في المختبرات الوطنية والجامعات والصناعة. استمرت هذه البرامج كمصادر رئيسية لتمويل كبار علماء الأبحاث في مجالات فيزياء الطاقة العالية، والحوسبة الفائقة / الحوسبة، والمواد المتقدمة، والعديد من تخصصات العلوم والهندسة الهامة الأخرى - التمويل الذي يدعم بشكل غير مباشر أعمال البحث الأخرى لكبار العلماء، والذي كان أكثر قابلية للتطبيق من الناحية السياسية للتمويل ضمن الميزانية العسكرية للولايات المتحدة. تم تغيير اسمها إلى منظمة الدفاع الصاروخي الباليستي في عام 1993 ، ثم تم تغيير اسمها إلى وكالة الدفاع الصاروخي في عام 2002. المدير الحالي هو نائب الأميرال في البحرية الأمريكية جون أ. هيل.